# Сонно дзьої

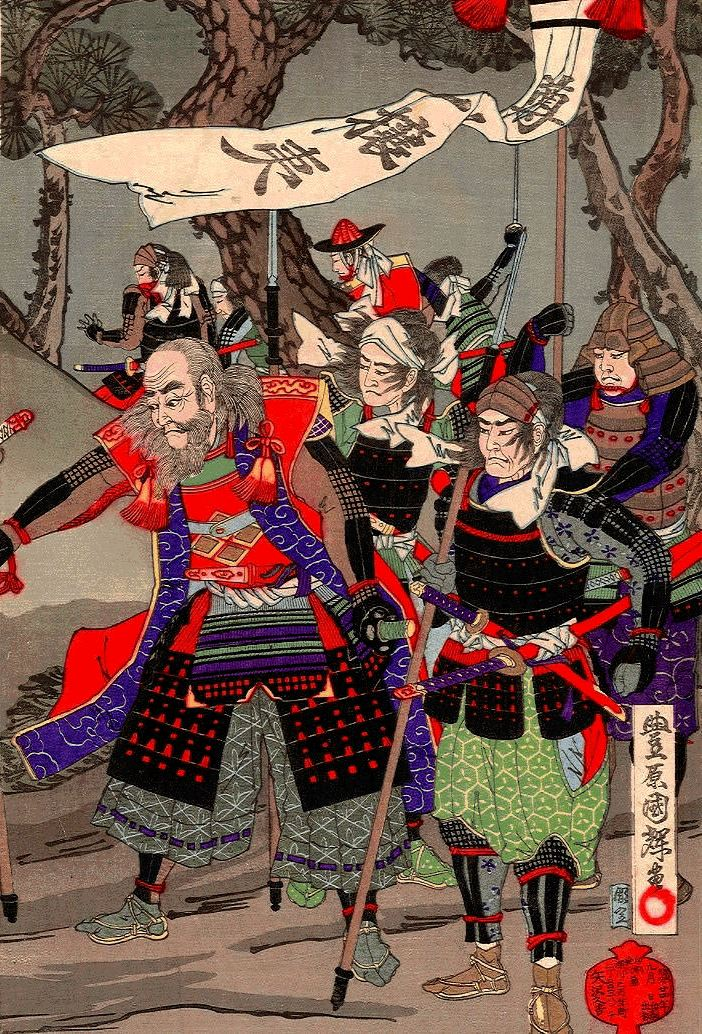
Повсталі самураї з хоругвою «Шануймо Імператора, виженемо варварів!»

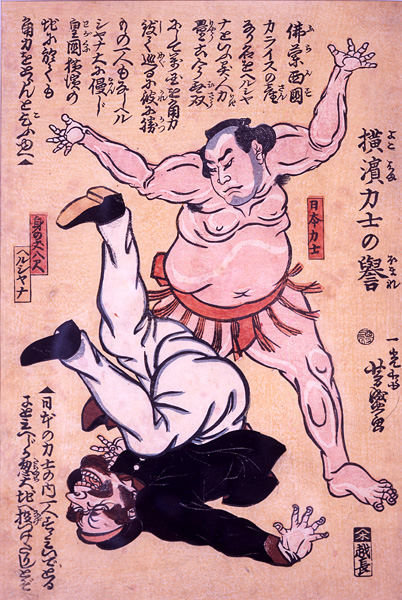
Перемога японського сумоїста над американським «варваром»

Сонно дзьої яп. 尊王攘夷, そんのうじょうい, «Шануймо Імператора, виженемо варварів») — філософська течія і соціально-політичний рух в Японії середини — 2-ї половини 19 століття, кінця періоду Едо, спрямований проти сьоґунату Токуґава та колонізації Японії західними державами. Українською часто перекладається як рух «Шануймо Імператора, виженемо варварів!» або «Слава Імператору — геть варварів!».

## Короткі відомості
Філософія «Шануймо Імператора, виженемо варварів!» оформилася в Японії у середині 19 століття на тлі намагань держав Європи, Росії і США колонізувати Японський архіпелаг. Ця філософія мала дві провідні ідеї: монархічну та ксенофобську. Перша виражалася в необхідності вшановування Імператора Японії як єдиного легітимного володаря країни, гаранта її незалежності та головного символу «японськості» (сонно, 尊王); друга — полягала у вигнанні західних «варварів» як потенційних загарбників Японії і руйнівників її устрою, традицій та цінностей (дзьої, 攘夷). Обидві ідеї були відомі ще з 17 століття, але набули своєї суспільно-політичної ваги лише з 19 століття. Чимало постулатів філософії знайшли своє обґрунтування в роботах японських мислителів націоналістичної течії кокуґаку — Такеноуті Сікібу, Аїдзави Сейсісая, Йосіди Сьоїна та інших.
Соціально-політичний рух «Шануймо Імператора, виженемо варварів!» був спрямований на створення майбутнього Імператорського уряду та повалення уряду існуючого — сьоґунату. Останній розглядався представниками руху як посібник іноземців, який попри вікову політику ізоляції країни від Заходу, вперше у 1858 році уклав договір з американцями, а згодом з росіянами, англійцями і французами про відкриття японських портів та торгівлю. Популярність антисьоґунатівських настроїв була також пов'язана з тривалою соціально-економічною кризою в Японії, зарадити якій урядові чиновники не могли з початку 19 століття.
Прибічниками руху «Шануймо Імператора, виженемо варварів!» були переважно самураї середньої і нижньої ланки, заможне купецтво, селянство та міщани. Центрами руху були західнояпонські регіони, що були віддавлені від центру сьоґунату, міста Едо. Особливо антиурядовими настроями відзначалися Тьосю-хан, Сацума-хан і Міто-хан.
Рух «Шануймо Імператора, виженемо варварів!» поступово занепав у 1864 році через репресії сьоґунату, сацумсько-британську та сімоносекську війни. Збройні конфлікти довели військово-технічну перевагу «варварів» над японцями і підштовхнули останніх до думки про необхідність негайної вестернізації Японії. Втім філософія «Шануймо Імператора, виженемо варварів!» не зникла. Вона поступово перетворилася у антиколоніальне і антизахідне вчення.
Філософія й політичний рух «Шануймо Імператора, виженемо варварів!» відіграли роль однієї з рушійних сил реставрації Мейдзі, падіння сьоґунату Токуґава та утворення Японської Імперії.